# Рузановский
Рузановский — посёлок в Безенчукском районе Самарской области России. Входит в состав сельского поселения Прибой.

## География
Посёлок находится в центральной части Самарской области, в пределах Восточно-Европейской равнины, в степной зоне, на левом берегу реки Чапаевка, на расстоянии примерно 18 км (по прямой) к юго-востоку от посёлка городского типа Безенчук, административного центра района. Абсолютная высота — 39 м над уровнем моря.
Климат
Климат характеризуется как умеренно континентальный. Среднегодовая температура — 4,6 °C. Средняя температура воздуха самого тёплого месяца (июля) — 21,1 °C (абсолютный максимум — 41 °C); самого холодного (января) — −12,3 °C (абсолютный минимум — −47 °C). Среднегодовое количество атмосферных осадков составляет 466 мм, из которых около 306 мм выпадает в период с апреля по октябрь. Снежный покров образуется в третьей декаде ноября и держится в течение 141 дня.
Часовой пояс
Посёлок Рузановский, как и вся Самарская область, находится в часовой зоне МСК+1. Смещение применяемого времени относительно UTC составляет +4:00.

## Население
| 2010 | 2012 | 2013 | 2014 | 2015 | 2016 |
| ---- | ---- | ---- | ---- | ---- | ---- |
| 208  | ↗220 | ↗222 | ↗244 | ↘236 | ↗238 |

Половой состав
По данным Всероссийской переписи населения 2010 года, в гендерной структуре населения мужчины составляли 51 %, женщины — соответственно 49 %.
Национальный состав
Согласно результатам переписи 2002 года, в национальной структуре населения русские составляли 60 % из 202 чел.